# Jules Mazarin

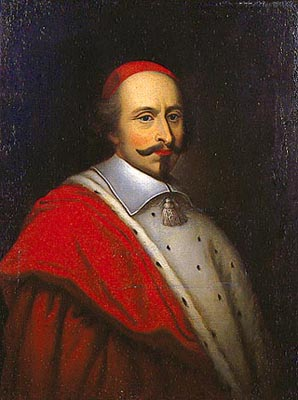
Mazarin retratado por Pierre Louis Bouchart

Jules Mazarin, nascido Giulio Raimondo Mazzarino, Mazarino, Mazarini, ou Mazzarini e conhecido como Cardeal Mazarino (Pescina, 14 de julho de 1602 – 9 de março de 1661), foi um estadista italiano radicado na França que serviu como primeiro-ministro da França de 1642 até à data da sua morte. Mazarino sucedeu a seu mentor, o Cardeal de Richelieu. Ele era um notável coletor de arte e joias, particularmente diamantes, e deixou, por herança, os "diamantes Mazarino" a Luís XIV em 1661, alguns dos quais permanecem até hoje na coleção do museu do Louvre em Paris. Foi irmão do Cardeal Miguel Mazzarino.

## Biografia
Nasceu em Pescina, no reino de Nápoles em 1602, oriundo de modesta família siciliana. Foi educado por jesuítas em Roma. Estudou direito canônico na Universidade de Alcalá, na Espanha. Voltou a Roma e prestou serviço militar para o Papa. Em 1628, tornou-se diplomata papal aos 26 anos de idade.
Como missão crucial, assumiu, em 1630 as negociações de paz com o cardeal de Richelieu durante a Guerra da Sucessão de Mântua, e evitou que os exércitos da França e da Espanha se confrontassem em Casale Monferrato. Foi nomeado, pela Santa Sé, vice-legado do Papa Urbano VII em Avinhão. Foi, por algum tempo, núncio extraordinário em Paris até que o cardeal Richelieu o convocou para o serviço junto ao rei Luís XIII. Gozando então de grande prestígio por parte de Richelieu e Luís XIII, ganhou, em 1639, a nacionalidade francesa e foi nomeado cardeal em 1641, sem nunca ter sido ordenado padre. Foi nomeado sucessor do cardeal Richelieu, após a morte desse e, após a morte de Luís XIII em 1643, tornou-se primeiro-ministro pela regente da França, Ana de Áustria.
Internamente, submeteu os nobres franceses à autoridade da monarquia absolutista, porém teve que sufocar várias revoltas quando aumentou os impostos para cobrir os gastos feitos pela França na Guerra dos Trinta Anos, conflito que foi designado de A Fronda. Com as brilhantes vitórias que conseguiu nessa guerra, assinou em condições vantajosas a paz de Vestfália em 1648, o que converteu a França na principal potência europeia. Continuou a cobrar altos impostos, o que favoreceu um novo e generalizado levante da nobreza e do povo pelo país, e teve que fugir da França em 1651, mas Luís XIV conseguiu controlar a situação e restaurou em 1653 o seu ministério. Formou a Liga do Reno contra a Áustria e, com a ajuda da Inglaterra, à qual entregou Dunquerque.
Venceu a Espanha em 1659 e lhe impôs o Tratado dos Pirenéus, que deu, à França, os departamentos de Artois, Cerdanha e Russilhão. Responsabilizou-se pela educação do futuro rei Luís XIV, seu afilhado, e promoveu o casamento desse com a infanta Maria Teresa, além de assinar a paz no norte da Europa graças aos tratados de Copenhaga (1660), Oliva e Kardis.
Morreu a 9 de março de 1661, em Vincennes, nos arredores de Paris. Quando morreu, segundo seus biógrafos, teria concretizado grande parte dos objetivos propostos pelo cardeal Richelieu: a modernização do Estado francês e a transformação da França em principal potência europeia, a restauração do absolutismo, a subjugação da nobreza francesa, além de concretizar o declínio do poder dos Habsburgos na Europa, que governavam a Espanha, a Áustria e os Países Baixos, também criou a Imprensa Real e iniciou a construção de um Jardim Botânico.
As suas sobrinhas, denominadas de Mazarinettes, casaram com membros da alta aristocracia francesa e italiana. Foram elas: a duquesa de Modena (Laura Martinozzi), a princesa de Conti (Ana Maria Martinozzi), a duquesa de Mercoeur (Laura Mancini), a condessa de Soissons (Olímpia Mancini), a princesa de Paliano (Maria Mancini), a duquesa de La Meilleraye (Hortência Mancini) e a duquesa de Bulhão (Maria Ana Mancini).

## Na literatura
Mazarino foi um dos personagens principais do romance de Alexandre Dumas, Vingt Ans Après, continuação da célebre romance Os Três Mosqueteiros. Nesse livro é apresentado como um ser odiado pelos franceses.